# 特雷菲梅勒
特雷菲梅勒（法語：Tréfumel，法語發音：[tʁefymɛl]）是法国阿摩尔滨海省的一个市镇，位于该省东部，属于迪南区。

## 地理
特雷菲梅勒（48°20'17"N, 2°1'34"W）面积5.81 平方千米，位于法国布列塔尼大區阿摩尔滨海省，该省份为法国西北部沿海省份，位于布列塔尼半岛北部，北濒大西洋英吉利海峡，西接菲尼斯泰尔省，南至莫尔比昂省，东临伊勒-维莱讷省。
与特雷菲梅勒接壤的市镇（或旧市镇、城区）包括：普卢阿讷、勒基乌、圣瑞瓦、圣马当。

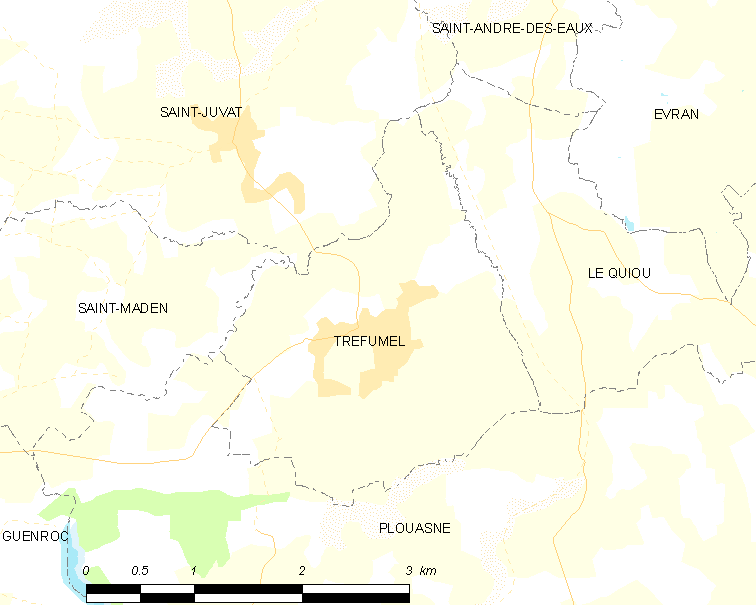
特雷菲梅勒的OSM定位图

特雷菲梅勒的时区为UTC+01:00、UTC+02:00（夏令时）。

## 行政
特雷菲梅勒的邮政编码为22630，INSEE市镇编码为22352。

## 政治
特雷菲梅勒所属的省级选区为朗瓦莱县。

## 人口

1962-2008年间特雷菲梅勒人口变化图示

特雷菲梅勒于2022年1月1日时的人口数量为279人。